# Goniorhynchus clausalis
Goniorhynchus clausalis is een vlinder uit de familie van de grasmotten (Crambidae), uit de onderfamilie van de Spilomelinae. De wetenschappelijke naam van deze soort is voor het eerst voorgesteld als Botys clausalis door Hugo Theodor Christoph in een publicatie uit 1881.
De soort komt voor in India (Himachal Pradesh), China (Guangdong), Oost-Siberië (Kraj Primorje, Oblast Amoer) en Japan.